# 檳城港口
槟城港口（英語：Port of Penang），是马来西亚槟城州的一个深水海港。槟城港口分布在槟威海峡沿岸，其中包括威省的五个码头，以及槟岛乔治市的一个码头。截至2017年，槟城港口是马来西亚货运量第三大的港口，年货物吞吐量达152万标准箱，同时也是国内最繁忙的邮轮停靠港口。
槟城港口于1786年随着英国东印度公司在槟岛设立自由港而建成，最初位于乔治市。在英国殖民统治下，槟城港口在槟城的经济中发挥着至关重要的作用，因为槟城的经济很大程度上依赖于海上贸易。1969年，马来西亚联邦政府撤销了槟城的自由港地位。1974年，槟城港口迁至对岸威省的北海，以便处理更大型的集装箱船。如今，槟城港口依然是马来西亚北部的主要港口和货运枢纽。

## 历史

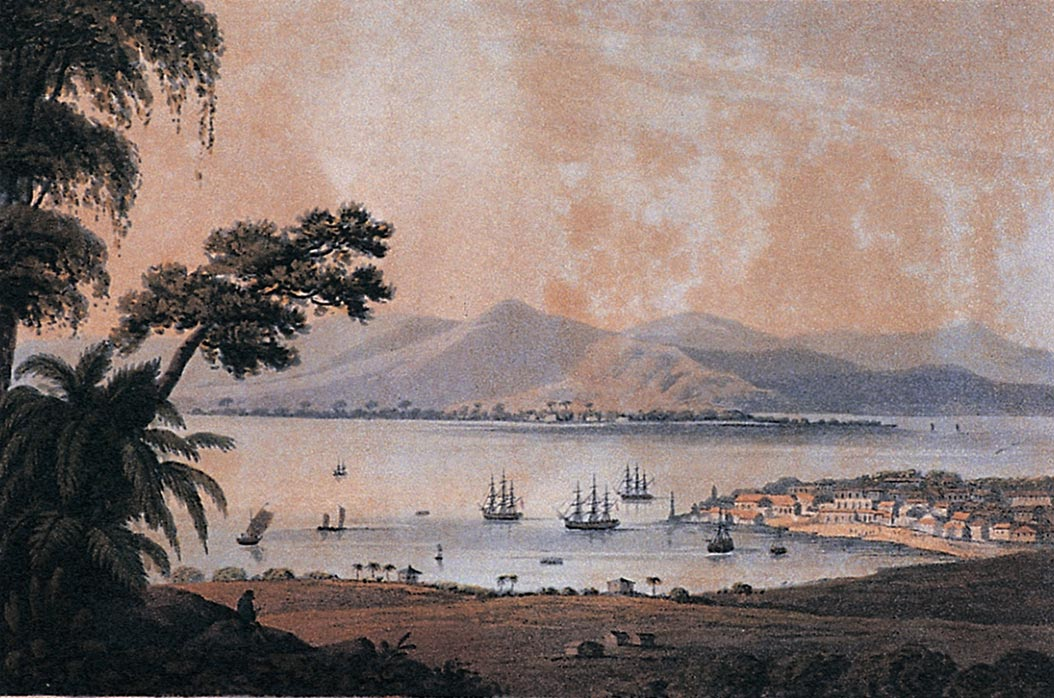
1814年版画，描绘了槟城乔治市的船只。

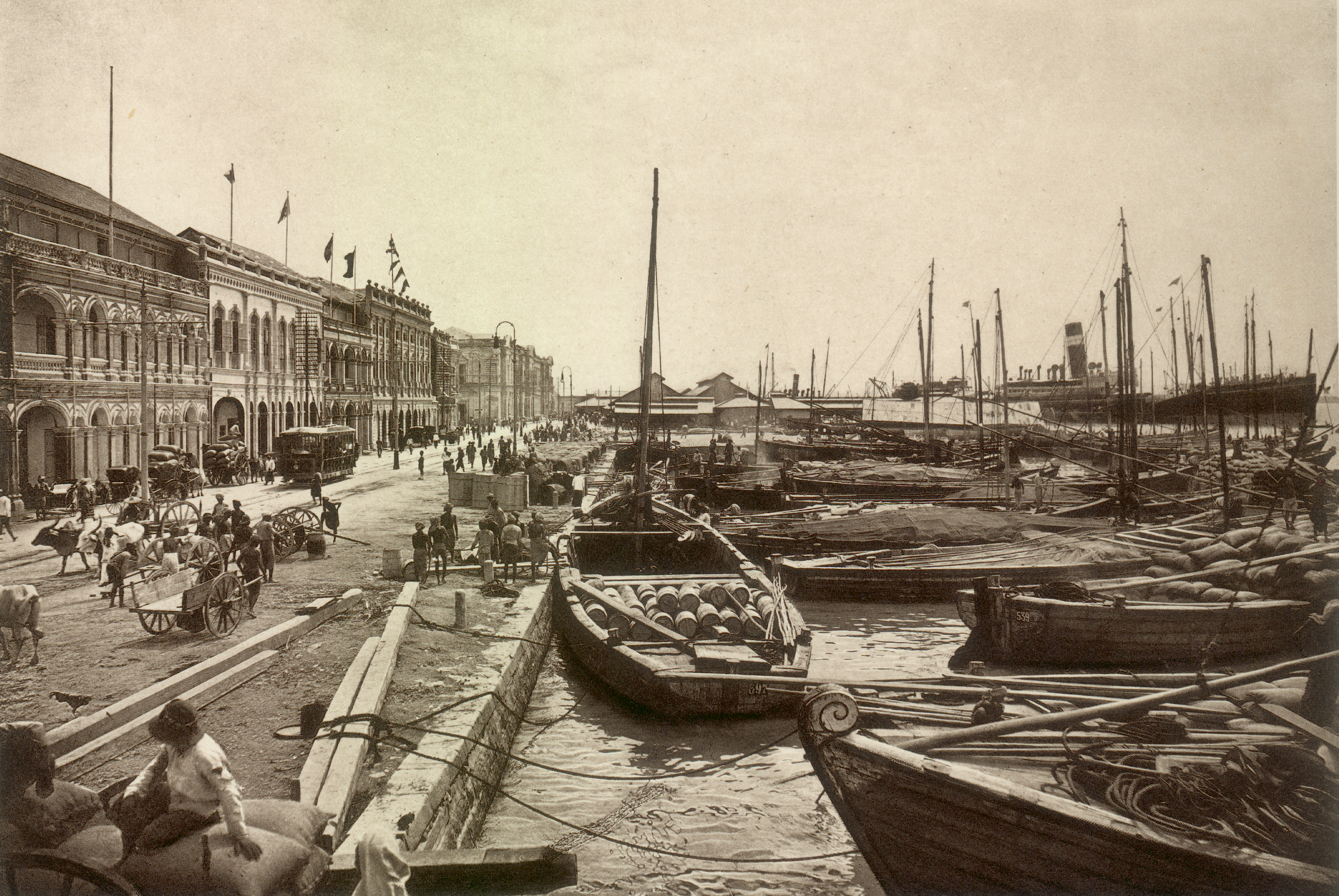
1910年代的槟城港口，位于乔治市的海墘 。1880年代的填海造地使得港口得以扩建。

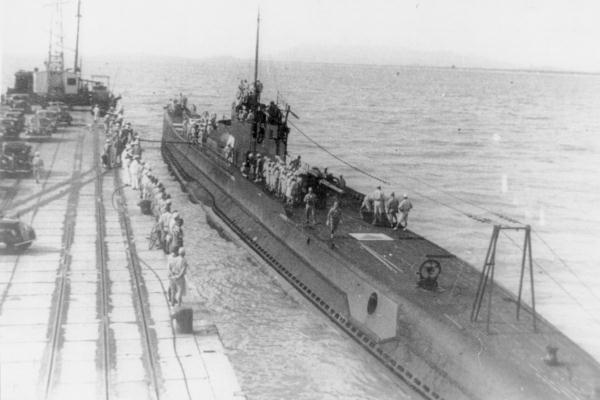
1942年，停靠在槟城港口的一艘日本帝国海军潜艇。

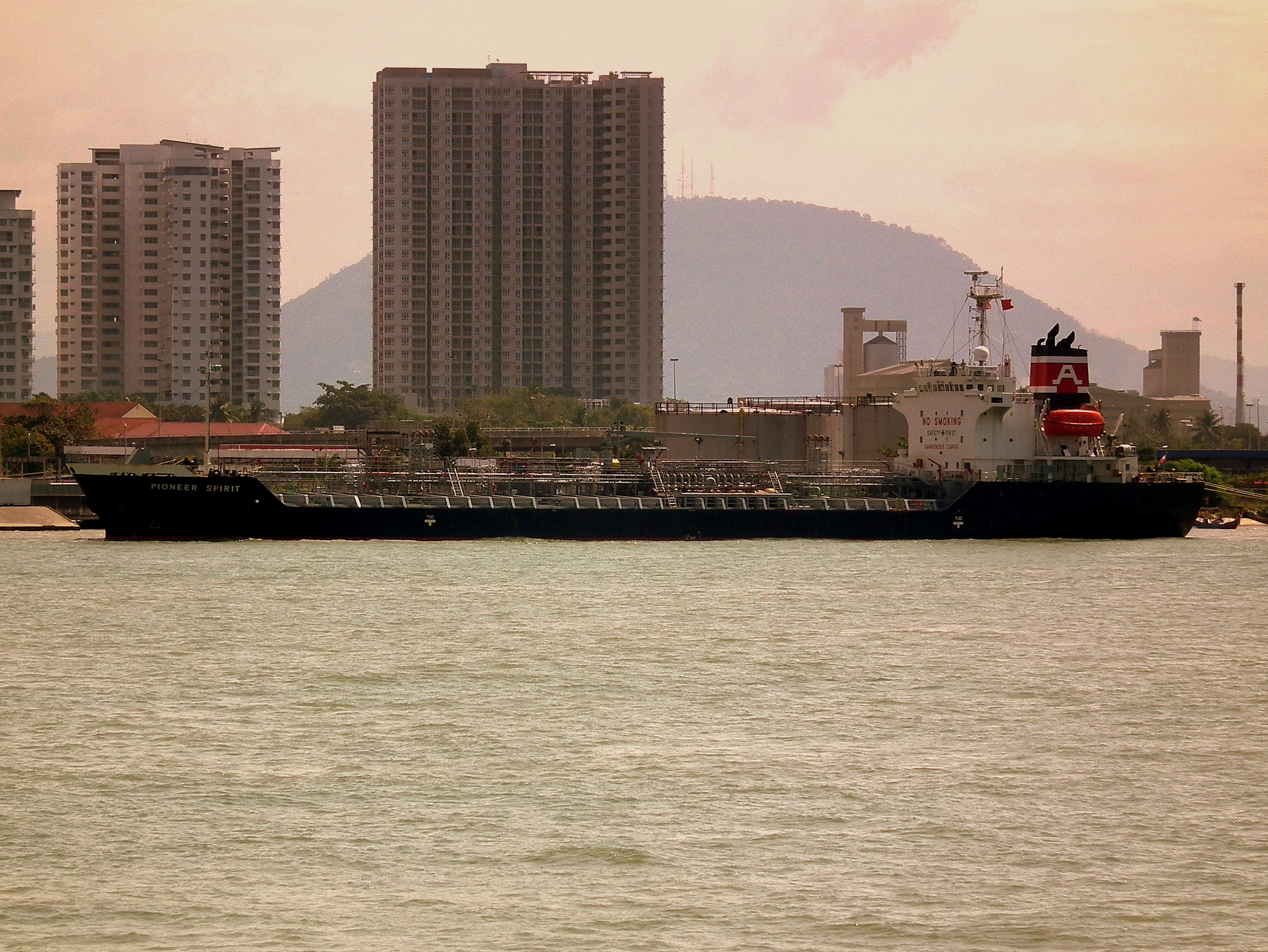
植物油码头的货船

槟城港口于1786年由英国海军军官莱特（Francis Light）在创立乔治市时建成。莱特受英国东印度公司委托，负责在马来半岛建立贸易关系。他认为通过取得槟岛，英国可以遏制荷兰和法国在东南亚的领土野心。由于槟岛位于马六甲海峡，即印度和中国之间的海上贸易路线上，因此可以作为“便利的贸易仓库”。莱特还注意到，如果“马来人、武吉士人和华人愿意来此定居，且没有过多的限制和税收，这里将成为东方的贸易中心”。
槟城港口最初位于乔治市，作为自由港而建立，这意味着货物可以在免税、免关税的情况下进行交易。此举旨在吸引该地区由荷兰人统治的港口的商人。因此，进港船只的数量从1786年的85艘，激增至1802年的3,569艘。19世纪初，槟城港口成为东南亚香料出口的主要通道。槟城各地收获的香料将从乔治市港口转运出口。
然而，槟城港口在马六甲海峡的主导地位并未持续很久。1819年莱佛士开埠新加坡后，新加坡港口凭借其更具战略意义的地理位置，迅速超越槟城港口，成为该地区的首要港口。
尽管如此，槟城港在整个19世纪依然繁荣。随着苏伊士运河的开通和蒸汽轮船的发明，使得槟城港口成为印度次大陆以东的第一个停靠港。同时，马来半岛和暹罗南部的锡矿开采热潮，推动了槟城港口发展成为主要的锡矿出口港，与新加坡港口展开直接竞争。来自霹雳近打谷和暹罗的锡矿被运往乔治市冶炼，然后通过槟城港口出口到欧洲和美国的工业领域。19世纪末的几年间，槟城港口的锡出口量以及乔治市的锡进口量都超过了新加坡。
1880年代末，为了扩建槟城港口，乔治市进行了大规模的填海造地工程。填海后创建了如海墘街的沿海街道，同时建造了新的码头和仓库，包括瑞典咸码头。1894年，乔治市和北海之间的首条跨海峡渡轮服务也开始开通。前往北海的渡轮从海墘街沿线的几个码头出发，如吉打码头（Kedah Pier）、义兴街码头（Church Street Pier）和马来联邦铁路码头（FMSR Pier）。
在第二次世界大战日本占领期间，槟城被改称为「彼南」，槟城港口也被用作轴心国的主要海军基地。1942年至1944年间，乔治市曾作为日本帝国海军、纳粹德国海军和意大利皇家海军潜艇的停靠港和补给中心。日本投降后，英国皇家海军陆战队突击队于1945年9月3日发动「法学家行动」登陆槟城港口，并在当天解放了槟岛。
尽管英国曾保证乔治市在马来亚独立后仍将保留其自由港地位，但马来西亚联邦政府最终还是在1969年撤销其自由港地位。这导致了槟城大规模失业，再加上吉隆坡附近的巴生港口迅速发展，使得槟城港口的海上贸易开始衰落，而巴生港口取而代之成为了马来西亚的主要海港。
1974年，槟城港口从乔治市迁至北海，以便容纳更大的集装箱船舶。自那时起，槟城港口的货物和集装箱业务由位于威省的五个码头处理。同时，乔治市仅存的瑞典咸碼頭于2009年被重新改造为邮轮码头。瑞典咸码头于2017年超越巴生港口，发展成为马来西亚最繁忙的邮轮停靠港口。

## 设施
槟城港口由槟威海峡沿岸的六个码头组成。其中五个货运和集装箱码头位于半岛上的威省北海和北赖一带。瑞典咸碼頭是槟岛上唯一的港口设施，有专供邮轮使用的邮轮码头。
| 地点   | 码头                                                     | 类型     | 泊位数量 | 长度（米） | 容量             |
| ------ | -------------------------------------------------------- | -------- | -------- | ---------- | ---------------- |
| 北海   | 北海北岸箱运码头（North Butterworth Container Terminal） | 集装箱   | 7        | 1,500      | 2,000,000 标准箱 |
| 北海   | 北海深水码头（Butterworth Deep Water Wharves）           | 散货     | 6        | 1,050      | 2,500,000 吨     |
| 北海   | 植物油码头（Vegetable Oil Pier）                         | 液体散货 | 1        |            | 136,970 吨       |
| 北赖   | 北赖散货码头（Perai Bulk Cargo Terminal）                | 干散货   | 5        | 632        | 3,900,000 吨     |
| 北赖   | 北赖码头（Perai Wharves）                                | 干散货   |          |            |                  |
| 乔治市 | 瑞典咸碼頭（Swettenham Pier）                            | 乘客     | 3        | 400        |                  |

## 数据
2017年，槟城港口的集装箱吞吐量达152万标准箱，成为继雪兰莪巴生港口和柔佛丹绒柏乐巴斯港口之后的马来西亚第三大港口。同年瑞典咸码头也超过巴生港口，成为马来西亚最繁忙的邮轮停靠港口。
| 年   | 货运标准箱（百万） |
| ---- | ------------------ |
| 2010 | 1.10               |
| 2011 | 1.19               |
| 2012 | 1.16               |
| 2013 | 1.23               |
| 2014 | 1.26               |
| 2015 | 1.31               |
| 2016 | 1.44               |
| 2017 | 1.52               |